# James Anthony Murphy
James Anthony „Jimmy” Murphy (ur. 12 września 1894 roku w San Francisco, zm. 15 września 1924 roku w Syracuse) – amerykański kierowca wyścigowy.

## Kariera
W swojej karierze Murphy startował głównie w Stanach Zjednoczonych w mistrzostwach AAA Championship Car oraz towarzyszącym mistrzostwom słynnym wyścigu Indianapolis 500, będącym w latach 1923-1930 jednym z wyścigów Grandes Épreuves. W drugim sezonie startów, w 1920 roku w wyścigu Indianapolis 500 uplasował się na czwartej pozycji. W mistrzostwach AAA dwukrotnie stawał na podium, w tym raz na jego najwyższym stopniu. Z dorobkiem 885 punktów został sklasyfikowany na trzeciej pozycji w klasyfikacji generalnej. Dwa lata później po zwycięstwie w kwalifikacjach, pewnie odniósł zwycięstwo w Indianapolis 500. Poza tym w mistrzostwach AAA Championship Car wygrywał jeszcze sześciokrotnie, a trzynastokrotnie stawał na podium. Uzbierane 3420 punktów pozwoliło mu zdobyć tytuł mistrzowski. W sezonie 1923 w mistrzostwach AAA był drugi, odnosząc dwa zwycięstwa i pięciokrotnie stając na podium, w tym w Indianapolis 500 (3 miejsce). W 1924 roku ponownie startował do Indy 500 z pole position. Jednak nie utrzymał prowadzenia i spadł na trzecią pozycję. Jednak po raz drugi zdobył mistrzostwo AAA, wygrywając trzy wyścigi.
Amerykanin kilkakrotnie pojawiał się także na torach wyścigowych w Europie, także w wyścigach z cyklu Grand Prix. W 1921 roku odniósł zwycięstwo w wyścigu o Grand Prix Francji na torze Le Mans. Dwa lata później był trzeci w Grand Prix Włoch 1923.

## Śmierć
Murphy zginął w wypadku podczas wyścigu w miejscowości Syracuse nieopodal Nowego Jorku. Pod koniec wyścigu jego samochód wypadł z toru i uderzył w bariery. Duży kawałek drewnianej bariery przebił ciało kierowcy. Murphy zmarł na miejscu.